# Joseph Roux (1871-1944)
Pour les articles homonymes, voir Roux (patronyme).
Joseph Roux a été président de la Société historique et archéologique du Périgord. Il est né à Périgueux le 13 mars 1871 et mort dans la même ville le 7 septembre 1944.

## Biographie
Joseph Roux est le fils d'Auguste Roux, originaire du Montalbanais qui était arrivé à Périgueux comme employé de l'Économat de la Compagnie Paris-Orléans, et de Julie Roux. Il en était devenu le chef au moment de sa retraite. Deux autres de ses fils ont embrassé la carrière ecclésiastique.
À côté de la maison de ses parents habitait le chanoine Laurent Vizy (1815-1895) qui s'est occupé de sa première formation. Dès qu'il eut l'âge, il est entré à l'École cléricale qui se trouvait au quartier Saint-Georges de Périgueux, puis au Grand séminaire de Périgueux. Avant d'avoir terminé ses études ecclésiastiques, il s'est mis à la disposition d'un prêtre de Bordeaux qui souhaitait créer la branche masculine du Verbe Incarné. Il a été ordonné prêtre par le cardinal Victor Lecot, en 1896. Après l'échec de cette tentative, il est retourné dans son diocèse de Périgueux.
Il a été nommé successivement vicaire de La Tour-Blanche, curé de Saint-Antoine-d'Auberoche. Il a essayé de séjourner à la chartreuse de Vauclaire mais sa santé fragile ne lui a pas permis d'y rester plus de six mois.
En 1901, il est nommé curé de Léguillac-de-l'Auche. Son église menace ruine. Il entreprend de la rebâtir. Il y a travaillé comme un tâcheron du Moyen Âge, tour à tour couvreur, menuisier, sculpteur recopiant les chapiteaux. Il fait pendant cette période la connaissance du marquis de Fayolle. La même année, l'évêque de Périgueux, François Delamaire, lui a demandé de faire des conférences sur l'art chrétien au Grand séminaire, en particulier sur la cathédrale Saint-Front. La loi de séparation des Églises et de l'État a arrêté ses conférences. Pour lui permettre de continuer ses études sur la cathédrale, l'évêque de Périgueux l'a rapproché de Périgueux en le nommant curé d'Antonne. Puis l'évêque Maurice Rivière le nomme chanoine titulaire de Saint-Front. Il a publié en 1920 son étude sur la cathédrale Saint-Front, La basilique Saint-Front de Périgueux. Ses origines et son histoire jusqu'en 1583, qui a été récompensée d'un prix par l'Institut.
Il est élu membre de la Société historique et archéologique du Périgord le 3 mars 1904 et en a été élu le président en 1933 et il l'est resté jusqu'à son décès.

## Publications

### Livres
- La basilique Saint-Font de Périgueux. Ses origines et son histoire jusqu'en 1583, 1920

### Bulletin de la Société historique et archéologique du Périgord
- « L'ancienne église de Léguilhac-de-Lauche », Bulletin de la Société historique et archéologique du Périgord, t. 33,‎ 1906, p. 136-152 (lire en ligne)
- « Anciennes tribunes et buffet d'orgues de l'église Saint-Front », Bulletin de la Société historique et archéologique du Périgord, t. 42,‎ 1915, p. 316-324 (lire en ligne), correction
- « La Tour de la Vizonne ou enclos près de la Tour de la Vizonne », Bulletin de la Société historique et archéologique du Périgord, t. 47,‎ 1920, p. 96-98 (lire en ligne)
- « Ermitages du Pont de la Cité et du Toulon à Périgueux en 1623 et 1636 », Bulletin de la Société historique et archéologique du Périgord, t. 47,‎ 1920, p. 197-201 (lire en ligne)
- « Notre-Dame de la Garde », Bulletin de la Société historique et archéologique du Périgord, t. 47,‎ 1920, p. 282-286 (lire en ligne)
- « Projet d'autel en bois sculpté par un artiste normand: Mathieu Le Pilleux », Bulletin de la Société historique et archéologique du Périgord, t. 48,‎ 1921, p. 143-147 (lire en ligne)
- « Prise de possession de l'évêché de Périgueux par Mgr de La Béraudière le 26 juillet 1614 », Bulletin de la Société historique et archéologique du Périgord, t. 48,‎ 1921, p. 312-147 (lire en ligne)
- « Hôpitaux de la Cueilhe et de Sainte-Anne », Bulletin de la Société historique et archéologique du Périgord, t. 49,‎ 1922, p. 218-221 (lire en ligne)
- « Les anomalies de l'église Saint-Front », Bulletin de la Société historique et archéologique du Périgord, t. 51,‎ 1924, p. 267-273 (lire en ligne)
- « Visite canonique du diocèse de Périgueux en 1688 », Bulletin de la Société historique et archéologique du Périgord, t. 54,‎ 1927, p. 95-104, 147-152, 192-200, 246-248, 283-287 (lire en ligne), t.55, 1928, p. 48-49, 98-100, 145-148, 190-196, 237-244, t.56, 1929, p. 151-156, 210-220, 267-272
- « Lieu de la sépulture du cardinal Hélie Talleyrand de Périgord », Bulletin de la Société historique et archéologique du Périgord, t. 58,‎ 1931, p. 160-164 (lire en ligne)
- « Intronisation de l'évêque Guy de Castelnau à Périgueux (15 juin 1513) », Bulletin de la Société historique et archéologique du Périgord, t. 60,‎ 1933, p. 53-64 (lire en ligne)